# Маннергейм, Карл Густав
Ка́рл Гу́став Ма́ннергейм (швед. Carl Gustaf Mannerheim, 10 августа 1797 Аскайнен, Швеция — 9 октября 1854 Стокгольм, Швеция) — финский и российский энтомолог; государственный деятель. Дед маршала Маннергейма.

## Биография
Карл Густав родился в 1797 году в усадьбе Лоухисаари в Аскайнене (недалеко от Лему). Финляндия тогда входила в состав Шведского королевства. Его отец, Карл Эрик Маннергейм (1759—1837), был учеником Карла Линнея и увлекался ботаникой. При этом он был политиком и занимал высокие государственные должности. Мать — Вендла Софья Виллебранд (1779—1863).
Карл Густав ещё в детстве начал собирать насекомых, в основном, жуков. В 16 лет он уехал учиться в Королевскую академию Або (сейчас — город Турку), а затем продолжил пополнение своей коллекции жуков под руководством энтомолога и ботаника Карла Рейнгольда Зальберга (1779—1860). Впоследствии они стали хорошими друзьями.
Коллекции жесткокрылых Маннергейма, весьма тщательно и чрезвычайно добросовестно составленные, вскоре обратили внимание научного сообщества на молодого энтомолога; впоследствии он стал одним из лучших знатоков разных семейств жуков, преимущественно мелких. Научные сочинения Маннергейм писал на латыни и французском (начиная с 1823 года).
В Або Маннергейм обучался юриспруденции. Окончив учёбу в 1819 году, он поступил на государственную службу в Петербург, секретарём к министру — статс-секретарю по делам Великого княжества Финляндского барону Роберту Хенрику Ребиндеру.
С 1825 года дворянин.
С 1826 по 1831 год Маннергейм помимо прочего работал секретарём канцлера Хельсинкского университета, который после большого пожара в Турку (1827) решением императора Николая I был переведен из Турку в Гельсингфорс.
В 1827 году Карл Густав Маннергейм был избран членом-корреспондентом Императорской академии наук.
В 1832 году женился на дочери офицера Еве Вильгемине фон Шанц (1810—1895). В семье было четверо детей: сын и три дочери. Сын Карл Роберт — отец будущего президента Финляндии Маннергейма.
В 1833 году назначен губернатором Вазаской, а затем Выборгской губернии (1834—1839).
В 1839 году Маннергейм стал президентом Выборгского гофгерихта и занимал эту должность до самой смерти. В 1841 году он был избран председателем Общества поддержки Выборгской библиотеки, в организации которой также принял участие поэт Яакко Ютейни.
Умер в Стокгольме (1854), куда приехал для ознакомления с коллекцией шведского энтомолога Карла Йохана Шёнхера.

## Основные научные труды
Первая научная статья Маннергейма была опубликована в 1823 году. Им описаны многие виды жесткокрылых по сборам из Сибири, Аляски, Калифорнии. Так, он опубликовал монографию, посвящённую фауне жесткокрылых Калифорнии (300 видов). Им описан 21 род и 244 вида Coleoptera из Америки (в основном, типовые экземпляры сохранились до наших дней).
- «Monographia Pelophilarum» (1823)
- «Précis d’un nouvel arrangement de la famille des Brachélytres etc.» (1830)
- «Enumeration des Buprestides etc. de la collection de M. le C. Mannerheim» (1837)
- «Beitrag zur Käferfauna der Aleutischen Inseln, der Insel Sitscha und Neu-Californiens» (с дополнениями, 1843—1853)